# Phước Hưng, An Phú
Phước Hưng là một xã cũ thuộc huyện An Phú, tỉnh An Giang, Việt Nam.

## Địa lý
Xã Phước Hưng nằm ở trung tâm huyện An Phú, có vị trí địa lý:
- Phía đông giáp xã Phú Hữu và xã Vĩnh Lộc
- Phía tây giáp xã Phú Hội
- Phía nam giáp thị trấn An Phú
- Phía bắc giáp xã Quốc Thái.

Xã Phước Hưng có diện tích 15,22 km², dân số năm 2019 là 8.771 người, mật độ dân số đạt 576 người/km².

## Hành chính
Xã Phước Hưng được chia thành 4 ấp: Phước Hòa, Phước Khánh, Phước Mỹ và Phước Thạnh.

## Lịch sử

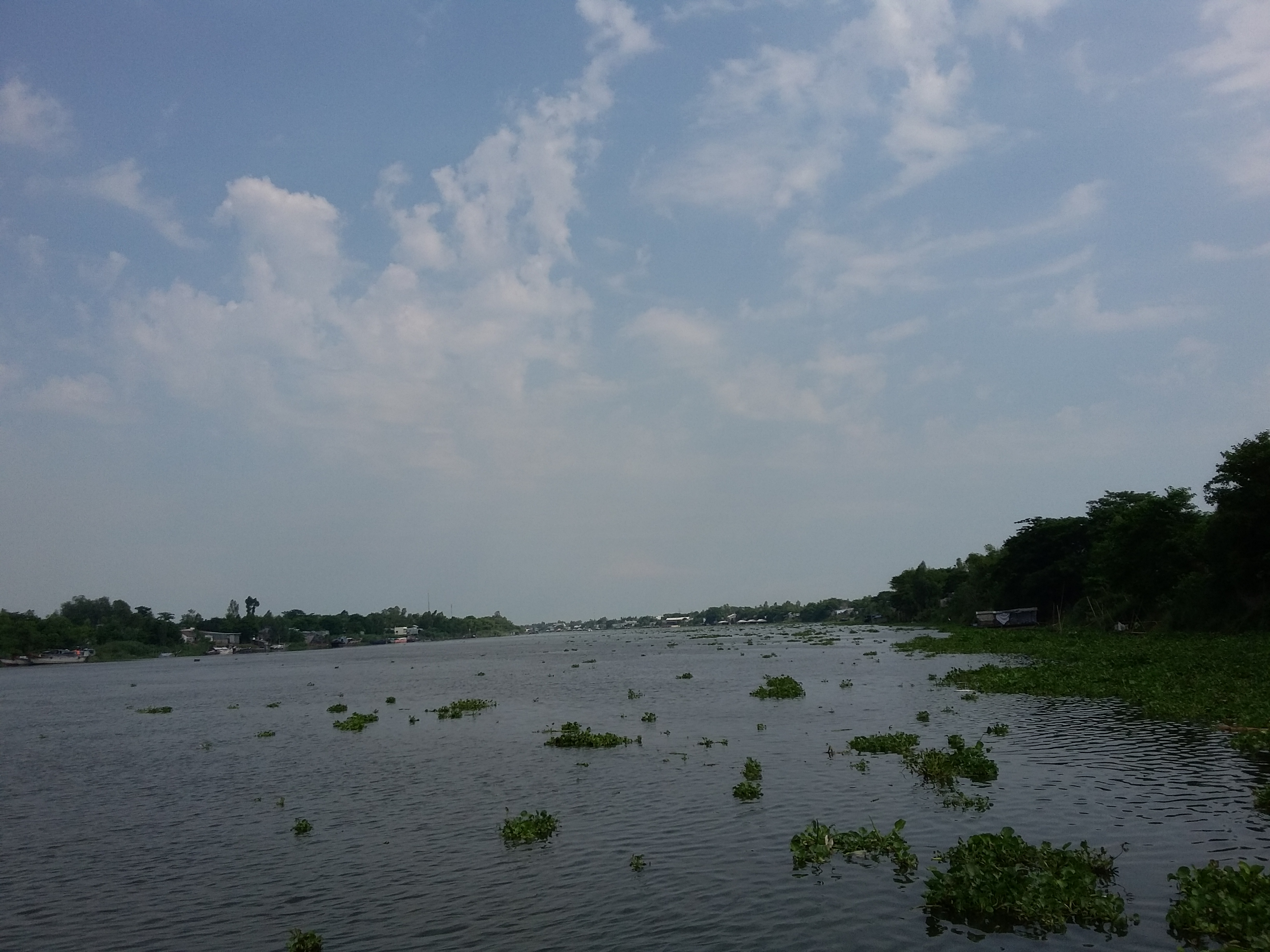
Đoạn sông Hậu tại bến đò ông Thủ nối liền Vĩnh Lộc - Phước Hưng

Năm 1984, ấp Phước Thạnh của xã Đa Phước và một phần ấp 4 của xã Phước Hưng (lúc này thuộc huyện Phú Châu) được tách ra để thành lập thị trấn An Phú; ấp 4 của xã Nhơn Hội, ấp 1 của xã Phước Hưng và các cồn Bắc, cồn Nam, cồn Liệt sĩ của xã Phú Hữu được tách ra để thành lập xã Quốc Thái.
Ngày 13 tháng 11 năm 1991 huyện Phú Châu chia lại thành hai huyện An Phú và Tân Châu, xã Phước Hưng thuộc huyện An Phú.